# جون لوتز (كاتب)
جون لوتز (بالإنجليزية: John Lutz)‏‏ (11 سبتمبر 1939 في دالاس، تكساس - 9 يناير 2021) روائي، وكاتب من الولايات المتحدة.

## الجوائز
- جائزة إدغار

## روابط خارجية
- جون لوتز على موقع IMDb (الإنجليزية)
- جون لوتز على موقع قاعدة بيانات الفيلم (الإنجليزية)